# Будисько
Бу́дисько (раніше — Будище) — село в Україні, у Баранівській міській територіальній громаді Звягельського району Житомирської області. Кількість населення становить 15 осіб (2001).

## Населення
В кінці 19 століття кількість населення становила 209 осіб, дворів — 35, у 1906 році — 243 жителі, дворів — 16, у 1923 році — 74 двори та 291 мешканець.
Відповідно до результатів перепису населення СРСР, кількість населення, станом на 12 січня 1989 року, становила 21 особу. Станом на 5 грудня 2001 року, відповідно до перепису населення України, кількість мешканців села становила 15 осіб.

## Історія
В другій половині 19 століття — сільце Будище Новоград-Волинського повіту Волинської губернії; входило до православної парафії с. Ульха, за 5 верст.
В кінці 19 століття — Будище, село Баранівської волості Новоград-Волинського повіту, за 46 верст від Новограда-Волинського. Належало до православної парафії в Жабориці.
У 1906 році — Будище, сільце Баранівської волості (3-го стану) Новоград-Волинського повіту Волинської губернії. Відстань до повітового центру, м. Новоград-Волинський, становила 43 версти, до волосного центру, містечка Баранівка — 8 верст. Найближче поштово-телеграфне відділення розташовувалося в Баранівці.
У 1923 році — сільце Будище; увійшло до складу новоствореної Бубнівської сільської ради, котра, 7 березня 1923 року, включена до складу новоутвореного Баранівського району Житомирської (згодом — Волинська) округи. Відстань до районного центру, міст. Баранівка, становила 7 верст, до центру сільської ради, колонії Бубно — 4 версти.
З 1 вересня 1925 року підпорядковане новоствореній Ольшанській сільській раді Довбишського (згодом — Мархлевський) району Волинської округи. На кінець 1929 року — с. Будисько. 17 жовтня 1935 року, в складі сільської ради, передане до Баранівського району Київської області. У 1946 році включене до складу Підкозарківської сільської ради Баранівського району. 1 грудня 1952 року, внаслідок ліквідації Підкозарківської сільської ради, село передане до складу Полянської сільської ради Баранівського району.
30 грудня 1962 року, в складі сільської ради, увійшло до Новоград-Волинського району. 7 січня 1963 року, відповідно до рішення Житомирського облвиконкому № 2 «Про зміну адміністративної підпорядкованості окремих сільських рад і населених пунктів», село включене до складу Вільшанської сільської ради Дзержинського району Житомирської області. 8 квітня 1963 року, відповідно до рішення Житомирського облвиконкому № 143 «Про зміни в адміністративно-територіальному поділі деяких районів області», село підпорядковане Полянській сільській раді Новоград-Волинського району. 17 серпня 1964 року, внаслідок ліквідації Полянської (Полянківської) сільської ради, село передане до складу Зарічанської сільської ради Новоград-Волинського району. 8 грудня 1966 року, в складі сільської ради, увійшло до відновленого Баранівського району Житомирської області. 3 квітня 1967 року адміністративний центр Зарічанської сільської ради перенесено до смт Полянка з реорганізацією ради в Полянківську селищну.
27 липня 2016 року село увійшло до складу новоствореної Баранівської міської територіальної громади Баранівського району Житомирської області. Від 19 липня 2020 року, разом з громадою, в складі новоствореного Новоград-Волинського (згодом — Звягельський) району Житомирської області.